# Teodoro (prefeito pretoriano do Oriente)
Teodoro (em latim: Theodorus) foi um oficial bizantino do século VII, ativo sob o imperador Focas (r. 602–610). Em 7 de junho de 605 ou 607, quando era prefeito pretoriano do Oriente, fez parte de um grupo de altos oficiais executados por terem conspirado contra o imperador. Teófanes, o Confessor  alegou que a intenção dos conspiradores era colocar Teodoro no trono. Os demais conspiradores foram André, Atanásio, Davi, Elpídio, João, João, Patrício, Romano, Teodósio e Tzitas.

## bibliografia
- Martindale, John Robert; Jones, Arnold Hugh Martin; Morris, John (1992). The Prosopography of the Later Roman Empire - Volume III, AD 527–641. Cambrígia e Nova Iorque: Imprensa da Universidade de Cambrígia. ISBN 0-521-20160-8